# Новітня історія
Новітня істо́рія — термін історіографії, період всесвітньої історії, що починається з 1914 року й, на думку одних істориків, триває досі.

## 1914—1939
Для позначення періоду з 1918 по 1939 рік, тобто проміжку між Першою та Другою світовими війнами зазвичай використовують назву міжвоєнний період.
Основні події:
- Громадянська війна в Росії
- Повалення Австро-Угорської, Німецької, Російської та Османської імперій
- Велика фінансова криза 1930-х років
- Створення СРСР. Початок соціалізму в Росії
- Прихід до влади в Італії та Німеччині ультраправих сил.

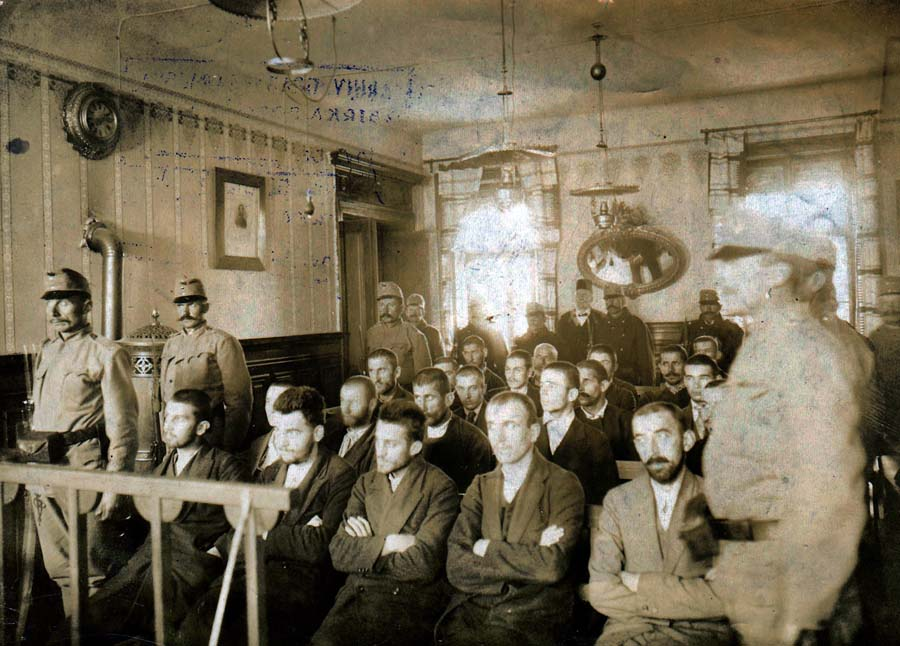
Процес над Принципом в Сараєві

- Переділ кордонів у Європі

Винаходи:
- Поліграф (1921)
- Тепловоз (1923)
- Телебачення (1925)

## 1939—1945

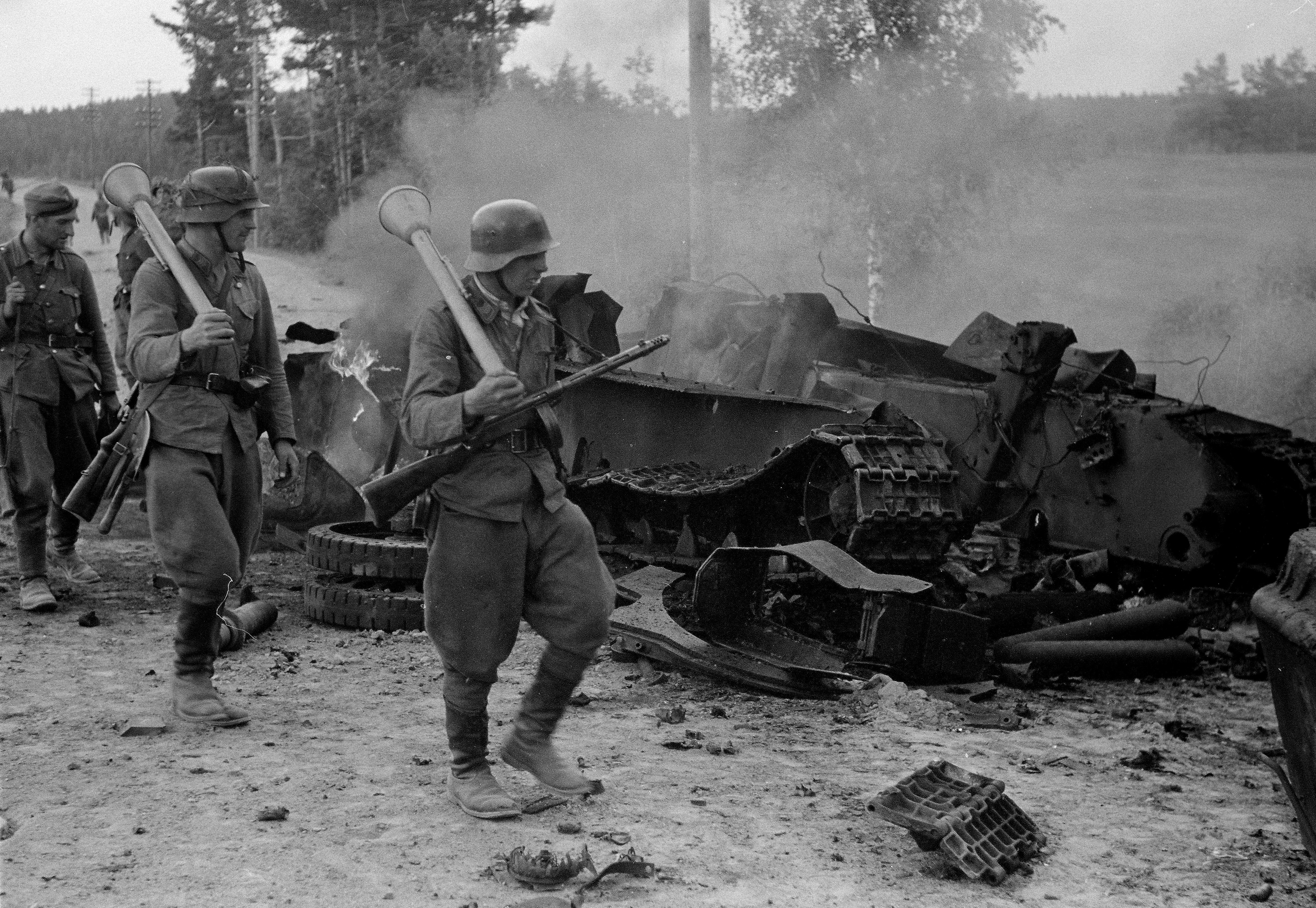
Знищений радянський танк. Друга світова війна

Основні події:
- 1 вересня 1939 — 2 вересня 1945 Друга Світова Війна
- Створення ООН (1945)
- Перерозподіл кордонів (1945)
- Повалення Третього Рейху (1945)

Винаходи:
- Антибіотики (1940)
- Комп'ютер (1941)
- Ядерна бомба (1945)

## 1945—1991
Основні події:
- Поява ООН, НАТО та країн Варшавського договору (1945—1956)
- Холодна Війна (1946—1991)
- Перший політ людини в космос (1961)
- Дослідження Місяця (1969)
- Напруження ситуації на Близькому Сході
- Дослідження космосу
- Радянсько-афганська війна (1979—1989)
- Розпад СРСР (1991)

## 1991-наш час
Основні події:
- Повалення соціалістичних режимів, «Кольоро́ві револю́ції» (1989—2002)
- Війна у Перській затоці (1990—1991)
- Терористичний акт на Всесвітній торговий центр і Пентагон (2001)
- Створення Євро (2002)
- Введення американських військ в Афганістан
- Страта Садама Хусейна (2006)
- Світова фінансова криза (2008)
- «Арабська весна», повалення режиму Каддафі (2010)
- Дослідження Марса (2012)
- Українська Революція гідності та повалення режиму Януковича (2014)
- Пандемія COVID-19
- Російсько-українська війна та анексія Криму (2014)
- Російське вторгнення в Україну (2022)

Винаходи:
- Інтернет
- Клонування
- Смартфон
- Великий адронний колайдер
- Штучний інтелект
- CRISPR-технологія редагування геномів

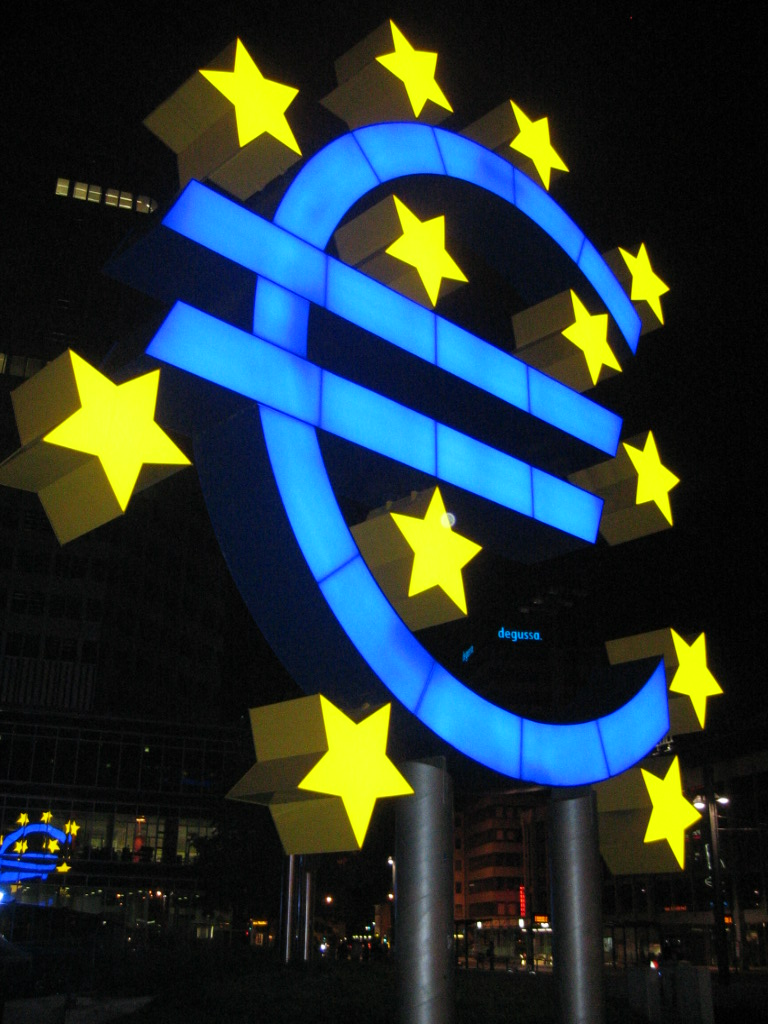
Пам'ятник євро у Франкфурті

- Створення квантового комп'ютера